# Јанжевски Врх
Јанжевски Врх (словен. Janževski Vrh) је насељено место у општини Подвелка, Корушка регија, Словенија.

## Историја
До територијалне реорганизације у Словенији био је у саставу старе општине Радље об Драви.

## Становништво
У попису становништва из 2011. године, Јанжевски Врх је имао 273 становника.
| Број становника према пописима | Број становника према пописима | Број становника према пописима |
| ------------------------------ | ------------------------------ | ------------------------------ |
| 1991                           | 2002                           | 2011                           |
| 367                            | 290                            | 273                            |

Напомена: Године 1994. умањено за део насеља који је проглашен за ново самостално насеље Згорњи Јанжевски Врх (Рибница на Похорју).